# Liga Española de Lacrosse 2 2015-16
La Liga Española de Lacrosse 2 2014/15 o LEL 2 2014/15 fue la 3ª, y actualmente última, edición de la competición de segunda categoría del Lacrosse en España.
En esta competición participaron un total de 8 equipos, divididos en dos grupos (Centro y Este) de 4 equipos cada grupo. Los dos mejores de ambos grupos jugarían el Final Four, unos PlayOffs para decidir el ganador de la competencia.

## Sistema de competición
El sistema de competición es de liguilla. Cada equipo se enfrenta al resto de su grupo un total de dos veces consiguiendo una serie determinada de puntos que le colocarán en una posición dentro de la tabla de su grupo. Si al final de la fase regular ocupa el primer o el segundo puesto de su tabla podrá optar al título de liga.
Adicionalmente, los equipos pueden perder puntos por cancelar un partido. Los puntos perdidos por cada partido son iguales a los que se ganan por una victoria.

## Equipos

### Grupo 1
| Equipo                                                            | Ciudad    | Estadio                      | Entrenador | Mapa                                                                    |
| ----------------------------------------------------------------- | --------- | ---------------------------- | ---------- | ----------------------------------------------------------------------- |
| Gijón Wolves                                                      | Gijón     | Universidad Laboral de Gijón | ?          | \| Gijón Wolves Madrid Lacrosse B Montes Lacrosse Salamanca Lacrosse \| |
| Madrid Lacrosse B                                                 | Madrid    | ?                            | ?          | \| Gijón Wolves Madrid Lacrosse B Montes Lacrosse Salamanca Lacrosse \| |
| Montes Lacrosse                                                   | Madrid    | ?                            | ?          | \| Gijón Wolves Madrid Lacrosse B Montes Lacrosse Salamanca Lacrosse \| |
| Salamanca Lacrosse                                                | Salamanca | ?                            | ?          | \| Gijón Wolves Madrid Lacrosse B Montes Lacrosse Salamanca Lacrosse \| |
| Gijón Wolves Madrid Lacrosse B Montes Lacrosse Salamanca Lacrosse |           |                              |            |                                                                         |

## Clasificación

### Grupo 1
Actualizado a últimos partidos disputados el 28 de febrero de 2016.
|  |    | Equipos              |  | PJ | PG | PE | PP | PF | PC | Dif | Pts | Can. | Final |
|  | -- | -------------------- |  | -- | -- | -- | -- | -- | -- | --- | --- | ---- | ----- |
|  | 1. | Madrid Lacrosse B    |  | 3  | 3  | 0  | 0  | 26 | 13 | +13 | 12  | 0    | 12    |
|  | 2. | Donosti/Gijón Wolves |  | 3  | 2  | 0  | 1  | 29 | 17 | +12 | 8   | 0    | 8     |
|  | 3. | Montes Lacrosse      |  | 3  | 1  | 0  | 2  | 28 | 20 | +8  | 4   | 0    | 4     |
|  | 4. | Salamanca Lacrosse   |  | 3  | 0  | 0  | 3  | 3  | 35 | -32 | 0   | 0    | 0     |

## Resultados
Jornada 1
Grupo Centro
| 27 de febrero de 2016 | Salamanca Lacrosse | 1 - 9 | Madrid Lacrosse B |                                 |  |
|                       |                    |       |                   | Asistencia: ?? ??? espectadores |  |

| 27 de febrero de 2016 | Gijón Wolves | 10 - 9 | Montes Lacrosse |                                 |  |
|                       |              |        |                 | Asistencia: ?? ??? espectadores |  |

| 27 de febrero de 2016 | Montes Lacrosse | 8 - 9 | Madrid Lacrosse B |                                 |  |
|                       |                 |       |                   | Asistencia: ?? ??? espectadores |  |

| 27 de febrero de 2016 | Salamanca Lacrosse | 1 - 15 | Gijón Wolves |                                 |  |
|                       |                    |        |              | Asistencia: ?? ??? espectadores |  |

| 28 de febrero de 2016 | Gijón Wolves | 4 - 8 | Madrid Lacrosse B |                                 |  |
|                       |              |       |                   | Asistencia: ?? ??? espectadores |  |

| 28 de febrero de 2016 | Montes Lacrosse | 11 - 1 | Salamanca Lacrosse |                                 |  |
|                       |                 |        |                    | Asistencia: ?? ??? espectadores |  |

Grupo Este
Jornada 2
Grupo Centro
Grupo Este